# 우루구아이아나

우루구아이아나의 위치

우루구아이아나(브라질 포르투갈어: Uruguaiana) 또는 우루과야나(스페인어: Uruguayana)는 브라질 히우그란지두술주의 도시로 면적은 5,715.8km2, 높이는 66m, 인구는 136,364명(2006년 기준), 인구 밀도는 23.9명/km2이다. 우루과이강 동안과 접하며 우루과이, 아르헨티나와 국경을 마주하고 있다.